# Politique à Guam

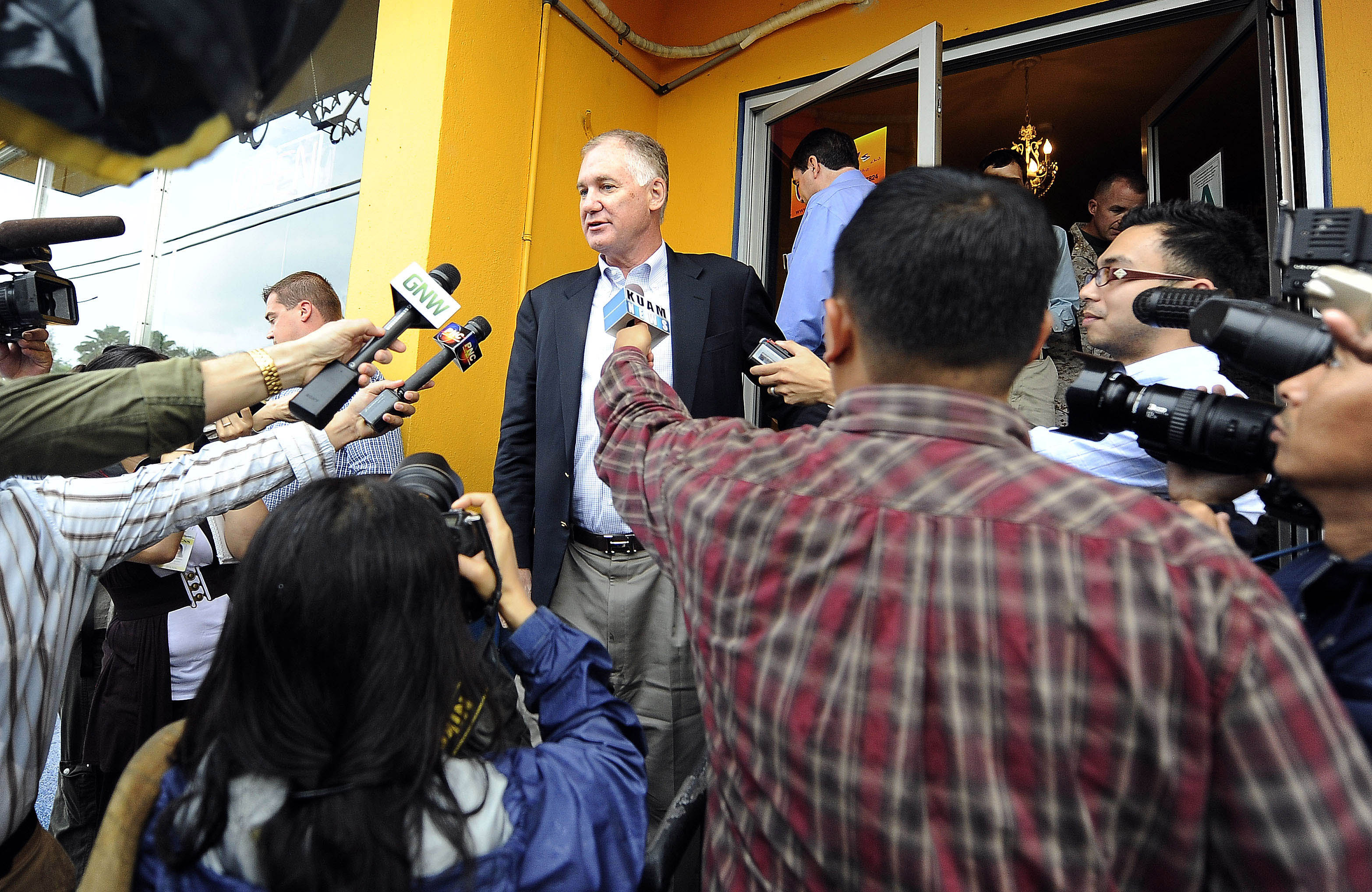
Le secrétaire adjoint à la Défense, William J. Lynn III, s'entretient avec des membres de la presse locale après avoir pris un petit-déjeuner de travail avec des membres de l'Assemblée législative à Agana, Guam, le 28 juillet 2010.

Guam (environ 165 000 habitants en 2025) est un territoire organisé non-incorporé des États-Unis. Les relations entre Guam et les États-Unis sont placées sous la juridiction de l’Office des affaires insulaires.

## Pouvoir exécutif
| Fonction              | Nom               | Parti     | Depuis         |
| --------------------- | ----------------- | --------- | -------------- |
| Gouverneure           | Lou Leon Guerrero | Démocrate | 7 janvier 2019 |
| Lieutenant-gouverneur | Josh Tenorio      | Démocrate | 7 janvier 2019 |

Le gouverneur et le lieutenant-gouverneur sont élus au suffrage universel pour un mandat de quatre ans. Ils ne peuvent pas exercer plus de deux mandats successifs. L'élection se tient le même jour que les élections de mi-mandat et les élus entrent en fonction le premier lundi de janvier suivant l'élection.

## Pouvoir législatif
Le Parlement unicaméral compte 15 membres, élus au suffrage populaire pour un mandat de deux ans. Guam élit également un délégué à la Chambre des représentants américaine.

## Pouvoir judiciaire
La plus haute instance judiciaire de Guam est la Cour suprême. Ses trois juges sont nommés à vie par le gouverneur et se soumettent à des votes de confirmation après leur nomination. 